# 森永卓郎
森永 卓郎（もりなが たくろう、1957年〈昭和32年〉7月12日 - 2025年〈令和7年〉1月28日）は、日本の経済アナリスト、エコノミスト、タレント。専門は、マクロ経済・計量経済・労働経済・教育計画、オタク文化論など。愛称・通称は「モリタク」。獨協大学経済学部教授などを務めた。
二男がおり、長男は証券アナリスト、経済アナリスト、実業家である森永康平。次男はITエンジニア。父は元毎日新聞社記者、獨協大学外国語学部講師の森永京一。

## 来歴

### 生い立ち
東京都目黒区出身。父親は、毎日新聞の記者。祖父は佐賀県嬉野町長を務めた森永文二。父のアメリカ合衆国留学と異動に伴い、小学1年時はボストン、4年時はウィーン、5年時はスイスのジュネーヴに赴任のため、アメリカやスイスなど海外で過ごす帰国子女であった。
帰国後、中学生以後は新宿区高田馬場に転居。1970年3月、目黒区立鷹番小学校、1973年3月 新宿区立落合中学校、1976年3月、東京都立戸山高等学校卒業。1976年4月、東京大学理科二類に入学。

### 日本専売公社から出向
1980年3月、東京大学経済学部卒業後の同年4月 日本専売公社（現在の日本たばこ産業株式会社（JT））に入社。半年の研修終了後、管理調整本部主計課資金係 に配属。
1982年、日本経済研究センター総合計画局へ出向し、予測研究員として従事。1983年、同公社に復帰し、渋谷営業所に配属。
1984年、経済企画庁に出向し、労働力及び人的能力担当計画官付委嘱調査員。森永はバブル時代の収入が少なかったと自身で回顧しており、この頃から雑誌への寄稿を開始。
1986年、JTに帰任し、製造本部製造企画課に配属。同年に三井情報開発総合研究所へ出向。1988年1月末付でJTを退職。

### 複数の総合研究所に移籍
1988年2月、三井情報開発株式会社総合研究所に移籍し、副主任研究員。
1991年、株式会社三和総合研究所に移籍、研究開発部副主任研究員、1992年、研究開発部主任研究員、1993年、研究開発第3部（経済・産業・社会政策）主任研究員に昇進。1997年から2000年まで、経済・社会政策室 室長兼主任研究員、同年、経済・社会政策部 部長兼主席研究員に異動。
2002年、三和総研が東海総研と合併してUFJ総合研究所となり、同社経済・社会政策部 部長兼主席研究員。

### 経済アナリストとして活動
1990年代後半頃から、『アクセスNOW』（テレビ神奈川）等の放送メディアにも出演し始めた際、「三和総研」の肩書きで放送メディアに出演する事に対して、同社が難色を示したため、当時の番組のディレクターが「経済アナリスト」という肩書きを提案し、2020年4月時点でも使用している。
その後、『ニュースステーション』の番組制作を担当していた芸能プロダクションであるオフィス・トゥー・ワンに所属。なお、放送メディアに出演し初めた40歳当時の髪型はリーゼントであった。
再び所属会社が合併し、2005年に三菱UFJリサーチ&コンサルティングとなってから、同社からメディア取材時の稟議書提出を求められ、取材が1日10本ペースだったため、稟議をあげる手間に嫌気が差し、2004年から、父の京一が毎日新聞社退職後にかつて教鞭を取っていた獨協大学の特任教授に就任し、その後、特任で契約していた同大学との教員契約を優先し、2006年4月に経済学部教授に就任。ただし、この時期も並行して2005年4月から同社客員研究員を2007年3月まで担当した。以後、大学教授の肩書きでタレント活動を行う。

### 晩年
2023年12月27日、ステージ4の膵臓がんであることを公表した。
がんの発覚後も入院することなく、最末期まで闘病と並行してメディア出演等の仕事を熟していた。死去の4日前の1月24日にはTBSのスタジオまで足を運んで『がっちりマンデー!!』の収録に参加。死去の前日にはTBSラジオの『生島ヒロシのおはよう一直線』と文化放送の『大竹まこと ゴールデンラジオ!』に電話で生出演。また、死去当日にもニッポン放送『あなたとハッピー』の打ち合わせにリモートには参加しており生放送の出演を予定していたが、体調不良を理由に欠席した。『おはよう一直線』の放送中には、自分の病状について「本格的な転移が始まり、右脇腹に一気に痛みが出てきたので医療用モルヒネを投与しているが、1週間近く殆ど何も食べていない。実感でいうと、そう長くはもたないかもしれない」と明かした。

### 死去
2025年1月28日13時33分、原発不明がんのため、自宅で死去した。67歳没。葬儀は家族葬で執り行われることとなった。
死去翌日となる29日、森永が出演していた各番組で森永の訃報とともに、パートナーを組んでいたパーソナリティなど所縁の人物がそれぞれ追悼した。
- 現在の『垣花正 あなたとハッピー』のほか、前身番組も含め森永と数多くコンビを組んだ垣花正は、「今日は泣かないって決めてたんですけど…1秒も持たなかった」と涙ながらに訃報を伝えつつ、「直前まで番組に出演してくれた人だから…明るく送らないと失礼」として森永を追悼し、あっぱれでしたね。こんなあっぱれな人生はなかなかない」と述べた[15]。
- 『大竹まこと ゴールデンラジオ!』のパーソナリティである大竹まことは、番組冒頭で言葉を詰まらせながら、「リスナーとの約束を破り、そして私との約束も破り、見事にバットを振り切って森永卓郎が亡くなりました。ご冥福をお祈りします」と訃報に触れ、生前最後の出演となった死去前日の27日と2024年11月4日の放送音声を流し追悼した。放送終了後取材に応じた大竹は、「一時期は本当に元気な時期もあって、『死ぬ死ぬ詐欺』だと思っていた」としつつも、森永の闘病の様子も明かし、「体が悪い中で、絶対におみやげを持ってくる。豪華なものじゃないけど、それがあの人の礼儀のようだった」と人柄に触れている[16][17]。
- 森永が生前、ファンであった横浜DeNAベイスターズ監督の三浦大輔は、29日に行われた日本プロスポーツ大賞の授与式典で訃報に言及し、「天国に行っても今年できなかったリーグ優勝を届けられるように、また森永さんが応援してくれているという心強い思いを胸に、1年間戦っていきたい」と決意を語った[18]。
- このほか、SNSなどでは親交のあった田原総一朗、高須克弥、泉房穂、山本太郎、岸博幸、乙武洋匡、倉田真由美などの著名人が森永を追悼した[19]。

過去に『高嶋ひでたけのお早よう!中年探偵団』『ショウアップナイターニュース』『垣花正のニュースわかんない?!』『森永卓郎の朝はモリタク!もりだくSUN』『森永卓郎 朝はニッポン一番ノリ!』『森永卓郎と垣花正の朝はニッポン一番ノリ!』『上柳昌彦のお早うGoodDay!』『垣花正 あなたとハッピー』の合計8番組にもわたって生前の森永が多数レギュラー出演していたニッポン放送では森永を追悼し、同年2月8日に特別番組『情熱ラジオ!フルスイングありがとう森永卓郎さん』を放送する事を発表した。
2月2日、TBSテレビ『がっちりマンデー!!』では冒頭に追悼画面を入れて1月24日に赤坂の同局スタジオにて収録されたものであることを表示した上で通常通り放送。最後にも立ち上がって出ていこうとする姿と感謝の文「森永卓郎さん、20年間、がっちりマンデー!!にご出演いただき、本当に、本当に、ありがとうございました! がっちりマンデー!!スタッフ一同」と表示していた。2月9日、追悼番組を放送。

## がん闘病

### 原発不明がん
2023年12月27日、ステージ4の膵臓がんであると公表した。ガン公表を進言したのは息子の康平である。週刊女性PRIMEのインタビューによると「当初、すい臓がんステージ4と医師に診断されたものの、「原発不明がん」の結論に至り、ゆえに大もとのがんをやっつける抗がん剤は見送りに。がん免疫療法薬のオプジーボを投与しつつ、自身の免疫機能を強化してがん細胞と戦っているということ」と語っており、ステージ4の膵臓がんではなく、原発不明がんであると明かした。
2024年4月9日に公開されたインタビューでは以下の通り説明している。
体調は戻ったが、体力は戻らず階段は10段ずつしか上がれず、要介護3である。結婚後41年だが、妻とこれほど一緒にいたのは初めてで新婚気分である。働きづめで1日22時間労働の時もあり、働き方改革の真逆であった。7-8年前に糖尿病を患い、その後検査を続けていたが、体重の減少が顕著であったため、人間ドックを受けた2023年11月にがんが見つかり、最初の診断で「来年のサクラは見られない」と宣告された。その際、動揺はなかったが「どうやって後始末をつけるか」（書きかけの著書のことなど）を考えた。決断したのは「とにかく権力と戦う」ということであった。ペット検査での診断結果では胃と膵臓のがんの原発が疑われたが、生体検査や内視鏡ではどちらもがん細胞が見つからなかったものの、主治医の診断は「すい臓がんステージ4」であり、見えない原発巣が膵臓にあるだろうというものだった。セカンドオピニオン、サードオピニオンの結果も同じであった。12月末ごろにこの結果をもとに「アブラキサン（パクリタキセル）」ほか2種類の抗がん剤を投与したが、直後急速に体調が悪化し、「三途の川が見えた」。点滴で「栄養剤らしきもの」を投与され、それが劇的に効いた。その後、アメリカの血液でのがん遺伝子パネル検査（遺伝子検査）の結果、95％はすい臓がんではないと判明。腫瘍マーカーでもすい臓がんの反応がなくなっていた。では、どこにがんがあるのかを医者に聞いたが「全くわからない」レアケースである「原発不明がん終末期」と診断され、抗がん剤を打てない状況となったが、このケースではオプジーボが保険で打てる状況となり、同時に「免疫細胞療法」を受けた。妻とは終日一緒にいるが、ほぼ菜食主義の妻と肉食の森永では全く好みが異なり、食事は別に作っている。長男康平は機械音痴でQRコード決済すら使えないほどで、また「オタク心」は全くわからず、次男に口述筆記を依頼している、自身が運営する博物館は、次男に任せている、初めて家族で花見をする予定になっている、煙草の禁煙はせず、喫煙は1日1本にしている。

### 死生観
2024年12月1日、死の約2か月前には、YouTubeのNewsPicksのインタビューに答え、18歳で死が怖くなくなったと以下のように話した。大学入学後に「日本史の授業」を取ったところ、笠原一男の授業では通年で日本史を教えなければいけないはずなのに、法然にはじまり日蓮で終わる、しかもほぼ宗教論の内容に終始した。中でも衝撃を受けたのが古代から封建時代に移るときに鎌倉仏教が次々に生まれた理由として、大きな転換期の中で苦しむ民衆を前に法然、親鸞、日蓮など鎌倉仏教の教祖たちは民衆を救うために「本当はあの世など存在しない。神も仏も存在しない」と判っており、ただそれを言うと身も蓋もないので民衆に「今すぐに念仏を唱えなさい。そうすれば誰もがあの世で幸福な暮らしができるようになりますよ」という嘘を敢えて言った。そう信じれば現世を前向きに生きられる気持ちになる。彼らは現世を豊かにするために敢えて嘘をつく、これが悟りを開くことなんだ。という授業を受け、森永はその時点で悟りを開いたのだという。だから、闘病中の今の自分の位置づけは、親鸞、法然、日蓮と横並びだ。話に聞くとブッダも「神も仏もあの世もない」と思っていたらしい。だから私はブッダとも横並びだ。そうなると怖いものなどなくなり、現世をいかに充実させてきちんと楽しく生きるかが最大の関心事なので、余命4カ月と言われたら4カ月の中でどう人生を充実させるかが最大の課題になった、などと語った。

## 人物

### エピソード
- プライベートでは2歳年下の妻と結婚。婚姻理由は森永が感情的に怒らないことが決め手となったとしている[29]。前述のJTの退職については、事後承諾であったとしている。シンクタンク研究員時代から、卓郎が仕事で自宅への帰宅が遅く、休日でも家族と過ごす日数が少ないため、妻は長男の康平、次男との家庭内では「母子家庭である」コンセンサスを取っており、森永を赤の他人扱いをしていた時期がある。そのため、外出時も、変装をさせ時間差で動くように指示していた[30]。また、後述の森永の趣味により、赤字を垂れ流している状態について、家族には「コレクションはともかく、博物館はやりすぎ!!」と呆れられ、妻からこの状態を含めたそれ以外の件で「もう私は出て行く!」と愛想を尽かされていた[31]。
- 1日5食、朝起きてすぐにカツ丼を平らげるなど1日の摂取カロリーは、推定5000キロカロリー以上、平均睡眠時間4時間、運動もほぼせず、ヘビースモーカーで体重はかつては89.8kg、体脂肪率は30％超え、ウエスト114cmの肥満体だった。2009年には、医師から糖尿病の診断を受け、さらには尿路結石を患い、医療費が毎月1万円以上かかっていた時期もあった。しかし、低糖質ダイエットを行い、4カ月で体重は69.9kgへと19.9kg減、ウエストは91cmへ23cm減、体脂肪率は半減。糖尿病も改善し、インスリン注射も投薬も不要になったという。低糖質ダイエット中、主食は豆腐であった[32]。なお、喫煙は止めることができなかった。
- 1985年の経済企画庁出向時、経済モデルの分析結果でバブルが来ると確信して情報発信をしたが、誰も信じて貰えず頭に来て、地価上昇を証明しようと、年収300万円でありながら現在の居住地である、埼玉県所沢市小手指に中古の一戸建てを購入した[8][33]。東京23区出身である森永が小手指に中古戸建てを購入した理由は、妻の実家が狭山ヶ丘に所在し、距離的に近かった事である[34]。また、その後のタレント活動で得た収入で「B宝館」をオープンするため同市内に賃貸ビルを購入した。
- 前述の森永と妻の間で溝が出来ているもう1つの理由が、父である京一が2006年、実家が所在する高田馬場から目白に買い物に出掛けた際、脳出血で倒れ左半身麻痺が残った際、1人暮らしだった父親をいきなり介護施設に入居させる事をためらい、小手指の自宅に引き取り自宅介護を妻に押し付けてしまった経験がある[29][35]。その際、妻から介護の限界から離婚を突き付けられたが、結局は父親の病状悪化に伴い、介護施設に入居させた。
- タレント活動開始以後、平日は中央区八丁堀に所在する自身の個人事務所で寝泊りし、メディア出演を行っている。また、元来後述のコレクションに自分のリソースを割く事は厭わないが、その他の支出についてはケチであるため、近所のスーパーマーケットに夜半通い、見切り品で割引シールが貼られている商品のみまとめ買いを行ない[36]、帰宅後テーブルに並べ、その際に1週間分の献立を考え、献立に従って小分けし冷蔵庫保存を行い、週1000円の食費で生活を送っていたり[37]、テレビ出演で番組から提供される楽屋弁当に対しても、所属事務所のマネージャーとスタイリストの分と3つ用意されているのに関わらず、2人の分を持ち帰るのが当たり前になっていたり[38]、鉄道乗車券の払い戻し手数料が勿体無いから乗車区間変更で手数料を回避したり[36]、原稿を執筆するノートパソコンは中古品[36] と多数エピソードがある。そのため、番組で共演した有吉弘行から「ケチだぬき」とあだ名を名付けられた[38]。
- 吉田拓郎の大ファンで[39][40]、「大人になってから、拓郎さんの反権力のメッセージソングに多大な影響を受けたことが、政権の経済政策のおかしさを追及する私の原点になっているのだと思います」と述べている[39]。特に「人間なんて」が好きで、ギターで弾けるという[39][40]。
- プロ野球が大好きで、横浜DeNAベイスターズのファンである。ただし、ファンになった理由は父親が商売敵である讀賣新聞がオーナーを務める、「読売ジャイアンツの試合を見てはいけない」事が家訓で、ジャイアンツ戦しか放送されていない時代に森永の目黒区、新宿区の自宅でも視聴可能であったホエールズ戦のナイター中継（テレビ神奈川）を視聴していた事がキッカケであった[41]。そのため、テレビ神奈川の年越し特番である『ベイスターズナイト』の常連出演者であった。なお、息子の康平もベイスターズファンである。
- 番組出演時、自身が気に入っている女性タレントや番組共演者女性に対して、森永は願望を叶えたいがために、番組放送中ないしはCM裏や楽屋トークで依頼するケースがあり、その願望が相手の心証に良くない事が多く、例えば、ニッポン放送の番組放送中に交通情報センターや警視庁の女性職員との掛け合いで、個人情報を徐々に聞き出す行為をした結果、交通情報センターからのクレームが入った事もあり、依頼後に共演NGや番組スタッフへ「距離を置く」ように依頼されるケースがあり、森永が出演する番組内でイジリのネタにされている[42]。元来、大ファンである松田聖子が自身のラジオ番組であった『朝はモリタク!もりだくSUN』2005年2月3日放送分にて初めて共演した際に、生放送中「言ってもいいですか? キレイですね～」と発言し、続け様に「好きです」と告白し、聖子の所属事務所マネージャーに叱責され、以降共演NGにされた経験がある[43][44][45]。
- JTに所属していた事とは関係無く元来の愛煙家であり[46]、過去、たばこ税法の税率改定に伴いたばこの一斉値上げした際には、数万円単位で大量に買い占めをしたことがある[47]。
- 2015年10月3日分の『オールスター感謝祭2015秋』（TBSテレビ）の番組企画で、「ダイエットに挑戦して年末迄に痩せるという企画は誰がふさわしいか」視聴者投票で選出され[48]、2016年3月2日、ライザップの結果報告会に登場し、約4カ月のトレーニングとダイエットによって体重89.4 kg（キログラム）から69.5 kgへと19.9 kgの減量に成功した姿を披露[44][45]。これにより、持病であった糖尿病の治療や投薬等から改善されたとしている[49]。しかし、2020年6月時点では森永の番組での様子からリバウンドしている事が窺える[50]。

### コレクションと私設博物館
- 森永自身は性格は「オタク」であると評しており、収集癖が強く2008年時点では54ジャンル、食玩、アニメ美少女キャラのフィギュア[注 7]、有名人のサイン入り名刺[注 8]、消費者金融のポケットティッシュ、携帯電話ストラップ、テレビ局のノベルティの時計、グリコのおまけ[注 9]、空き缶、ボトルキャップ、おもちゃのカンヅメ、ライター、貯金箱、指人形、ハンバーガーチェーン店の景品、映画版『ドラえもん』の入場者プレゼント、ランチパック、チロルチョコの包み紙、崎陽軒のシウマイの「ひょうちゃん」醤油入れ、弁当や折詰の醤油入れ（しょうゆ鯛）、ホテルなどで貰えるロゴ入りの袋に入ったつまようじ、航空機模型、鉄道模型等公称10万点を収集している[51]。そして、それらを所蔵するため、タレント活動での稼ぎを注ぎ込み、庶民文化研究所代表である町田忍と共同で2010年10月10日に中央区入船に「ノベルティミュージアム」を開館し、館長に就任した[52][53]。
しかし、2011年3月11日に発生した東日本大震災で博物館施設も被災し休館状態となり[53][54]、そのまま閉館。その後、前述の森永が居住する所沢市けやき台に購入した（都会と田舎の中間地域のトカイナカに住む社会実験として所沢市）賃貸ビルへ新たに移転し、2014年10月4日に「B宝館」をオープンした。来訪客の対応スタッフに森永の妻が対応をする事がある[55][56]。しかし、この森永の趣味であるB宝館の運営で年間900万円の赤字を垂れ流している状態で、2015年から20年分の赤字や土地建物の資産価値の低下などすべて合わせると、損失は3億3500万円にのぼると算出された[31]。この損失により相続税が掛からないため、ゆくゆくは運営費だけ余分に貯蓄し、次男に継いでもらう事を想定している[57]。
- 前述の様々な物品の収集癖のキッカケは、ミニカーであり、小学1年時は祖父母からの小遣いを貯めて購入した、グリコのオマケや買い与えられた数台しか所持していなかった[58]。しかし、来歴の項に記載の父親の仕事都合で欧米で過ごした時期にウィーン在住時にドイツ語を習得出来ない状態で日本人学校ではなく、ローカルの小学校に転校させられ、現地人とコミュニケーションが取れずいじめられ、引き篭もり状態になり、父親が森永の状態を悲観し、ミニカーを買い与えた事であった[59]。帰国時にはミニカーだけで1000台を超えていた[34]。小学6年時の帰国以後はミニカーからは遠ざかっていたが、大学在学中に興味が再燃した[60]。現在でも買うか買わないか迷った時には買うなど、ミニカー購入には拘りを持っている。また、森永にとって海外生活は人生最大の挫折だったと述べている[61]。
- 2014年に所沢市けやき台にオープンした「B宝館」は、2025年1月の森永の死去後、新館長が就任して同年3月から運営を再開した（2025年3月現在、毎月第1土曜日の開館）[62]。

## 主張
森永は社会民主主義の政策を推し進める事を主張している。父である京一が第二次世界大戦中、海軍予備学生として招集され特攻隊員となり、特殊潜航艇・蛟龍の訓練中、広島沖で原爆投下を目撃 した経験を聞いたことが、後述の安全保障施策に対しての主張に繋がっている。いま唯一と言ってよいほど自由に物が言えるのが、書籍の世界であるとしている。

### 経済
- 著書などで早くから「年収300万円時代」を予測し、ほどなくして「ワーキングプア」が社会問題として注目された。2000年代後半以降では国民の9割が年収100万円以下になる「年収100万円時代」を予測している。お金のない人間を「負け組」と呼び、低賃金で大人しく勤勉に働いてさえいればいいと言って人間性を否定する社会は間違っているとしている。この著書で、森永卓郎氏は200万部以上部数をあげて、5億円以上の印税収入を手に入れている[66]。

- 実質GDPでの成長は必ずしも必要なく、実質でマイナス、名目でプラスの経済成長が正常な日本の姿であり、この場合摩擦は起きないとしている[67]。
- 日本銀行の量的緩和政策と政府による減税および社会投資の前倒しによる景気回復を主張している。日銀の公定歩合引き上げには景気を弱めるという理由で反対をしている。また、不況下の歳出削減や特殊法人改革には「どんな理由でも景気に悪影響しか与えない」と様々な改革を批判している。
- 金融政策についてデフレ脱却のために日銀が100兆円単位の国債を大量購入することで市場にベースマネーを大量供給することを主張している[68]。
- 森喜朗政権の頃から、日銀および大蔵省・財務省の政策を一貫して批判。週刊誌のインタビューで「私を日銀総裁か財務大臣にしてくれたら、半年で景気回復させます。もしできなかったら死刑になってもいい」と豪語し、周囲の者を心配させた。
- 小泉純一郎が首相だった、第2次小泉内閣以降の小泉・竹中路線のメイン政策の1つであった聖域なき構造改革に反対の立場で、新自由主義や市場原理主義は構造改革の名を借りた弱者切り捨てだとして強く批判していた。
- 2008年自由民主党総裁選挙では、麻生太郎の公共投資による経済政策を「経済復調に最良の総裁は100%麻生さん。財政出動はバラマキだと批判されがちだが、お金がない庶民に配るのが常道だ。きちんとした景気対策を打ち出しているのは麻生さんだけ」と評価していた[69]。しかし、後年麻生が内閣総理大臣に就任し、オタク文化に理解があると報道されると「（麻生総理は）メイド喫茶やコスプレショップに立ち寄ったことが無く、オタクの味方ではなく、選挙のためのイメージ戦略」と批判した[70]。
- 著書『萌え経済学』ではオタク文化が日本が世界に誇る独自産業であると主張している。
- 日本の原発再稼働について「今まで原発を必要悪として認めざるをえないものと考えてきた。日本経済の失速を防ぐためには他の選択肢はない。原発の是非を考えるのは、当面の電力不足を乗り切ってからでよい」と述べ、東日本大震災直後いち早く原発のスイッチを入れろと唱え、節電の強要は日本経済の崩壊を招き震災復興のマイナスになると、原発再稼働の必要性を訴えた[71][72]。原発のコストについては「原発のコストはせいぜい火力と同程度である。それなら火力で置き換えればいいというかもしれないが、それは減価償却の問題をまるっきり無視した意見である」「再稼働しない場合、原発は燃料冷却のため電力を消費するだけの存在になるので、早急に廃炉にする必要がある。仮に廃炉費用を1基5000億円とすると、（早急に廃炉にした場合）54基で27兆円という天文学的な額が一度にかかってくる」と述べている[72]。中長期的には「ストレステストも日本の電源構成をどのようにすべきかという議論も、原発を稼働させながらすればよい。そうすれば確実に廃炉の財源が出てくる。その中で、どの原発から廃炉にすべきかという優先順位をつけて、確実に廃炉を進めていくことが一番望ましい」[73]、「安価で安定した電源に代替しながら、徐々に原子力発電所を廃止していったほうがよい」[74]、「日本の新エネルギー技術はどんどん進化していて、効率も高まっている。そうした技術を活用する中で、原発をゆるやかに安楽死させていけばよい」[75]、と述べている。
- 2014年の消費税増税について「失敗するのは目に見えている。消費増税が強行されれば早ければ2014年中に恐慌になる」と述べている[76]。
- 安倍晋三の経済政策「アベノミクス」について「アベノミクスによって恩恵を受けるのは、（輸出製造業の）大企業と株価の上昇で潤う資産家だけとなる公算が高い。デフレ脱却が図られたとしても、直ちに労働者の賃金が上がる環境にはないので、庶民の生活はすぐにはよくならない」と述べている[77]。

#### AI
2024年9月に発刊された著書『投資依存症ーこうしてあなたはババを引く』で生成AIに対する過剰な期待に警告を鳴らし、その技術に否定的な見解を示している。森永は生成AIが社会変革をもたらし、巨大産業に育っていくという投資家の期待を否定し、その期待感を「新産業のネタに窮した」結果の「バブル」であると述べている。生成AIの創造性について「人間には到底及ばない」「凡庸なものばかりが出てくる」と述べた。また、生成AIが活躍しているのは、インターネットからのアイディアとキャラクターの盗用、詐欺広告におけるディープフェイクの捏造のみであるとして、その技術を「パクリと詐欺の片棒担ぎ」と辛辣な評価を下している。

#### 少子化問題
少子化問題に対して、平成時代の男女平等社会のキリスト女性化の弊害として日本人男性の独身男性比率の急増があるとしていて、見た目のよいイケメンの男性だけにイケメン税を課し、恋愛格差の不平等を是正すれば、不細工な男性も恋愛しやすくなり、結婚する人が増えると主張している。森永の案は、イケメンの所得税は倍にする一方、容姿がすぐれていない男性の所得税は1、2割減額。所得税の最高税率は40%のため、イケメンで収入の高い人は80%になる。イケメンかどうかの判定は、無作為に選ばれた女性の評議員が多数決でする、という構想である。

#### 移民受け入れ政策について
日本経済団体連合会による移民受け入れ政策には、「亡国の政策」であるとして反対を表明している。「もしこの施策が実行に移された場合、もっとも不幸なのは日本にやってきて働く外国人である。受け入れ態勢が十分に整わないまま、単なる低賃金労働者として移民させられれば、ありとあらゆる差別が起こるのは目に見えている」と危険視している。

### 外交政策
戦争の意義を否定しており、軍事力を重要視する価値観に対しても否定的である。日本国憲法第9条の改正やいかなる戦争にも反対している。2005年3月には、「マガジン9条」発起人となった。また、「私は丸腰戦略というのを提唱しています。軍事力をすべて破棄し非暴力主義を貫くんです。仮に日本が中国に侵略されて国がなくなっても、後世の教科書に『昔、日本という心の美しい民族がいました』と書かれればいいんじゃないかと」 と発言している。

### 安全保障
前述の絶対反戦平和主義を貫いているため、仮に外国勢力から攻められても座して死するべしと主張しており、武器ないし装備品を持つ事に対しても否定的で、自身は第二次世界大戦時の日本国内の民間人向けの自活兵器やベトナム戦争のベトコンと同じく竹槍で立ち向かえばいいと主張している。

### 自民党政権批判
前述の小泉政権時代の小泉純一郎並びに竹中平蔵に対して反政権批判を貫き通している。特に小泉政権時代は発言内容が過激であったため、森永の発信を公安調査庁が定点観測しており、後刻、本人が公安調査庁に呼び出され、発言内容のスクラップファイルを見せられた経験を2016年元日に放送された、『しくじり先生 俺みたいになるな!! 2016しくじり初め元日SP』（テレビ朝日）にて明かしている。
また、第2次安倍内閣以後、森永は変わらずに反自民党政権の発信をしていたが、「森永卓郎はビビッてニュース番組やワイドショーに出演しない」と称されたり、2015年時点の普天間基地移設問題のVTRコメントにて「海兵隊は占領にいく部隊だから海兵隊が日本を守ることはありえない。日本がアメリカに逆らった時に、日本を占領するために常駐していると思っている」と発言した事に対し制作側からお蔵入りになった経験がある。最初はリベラル派を自称するコメンテーターがワイドショー、討論番組のオファーが減り干されており、その原因が安倍政権のプレッシャーと主張していた。

### 健康増進法批判
- 2017年にドワンゴが主催した座談会『禁煙ファシズムに断固反対!愛煙家大集合スペシャル』に出演した際、厚生労働省が受動喫煙防止を目的に推し進めていた原則屋内禁煙の健康増進法改正案について、「今の法案の中身というのは、喫煙者を殲滅しようという方向になっている」と持論を展開した[89]。また、同年に喫煙文化研究会が主催したシンポジウム『たばこはそんなに悪いのですか？2017』に出席した際にも同様に「頭の中は喫煙者殲滅、魔女狩り」と日本の受動喫煙対策を批判している[90]。
- 2019年に銀座ルノアールが全直営店で紙巻きたばこの喫煙を禁止すると発表した際には「禁煙ファシズムがここまで来たか」とコメントしている[91]。

### 日本航空123便墜落事故に対する主張
日本航空123便墜落事故に疑問を呈している元JAL客室乗務員の青山透子の著書『日本航空123便墜落の新事実』を、実名証言・文献に基づく検証を行っているとし、青山氏の指摘は、根拠不明の陰謀説とは一線を画すものと評価している。森永自身も本事故に対して以下のような主張・見解をしている。。
 公式見解への疑念 
- 通常、圧力隔壁破損時は機内に濃霧が発生するが、123便では薄い霧しかなかった。

 墜落現場特定の不自然さ 
- 機体は陸上に墜落しており、レーダーで追尾されていたはずである。地元住民や自治体も火の手を目撃し、通報していたにもかかわらず、報道では「長野県」など誤った墜落地点が伝えられ、情報は混乱していた。自衛隊も、翌朝まで墜落現場を特定できなかったとされている。しかし、青山透子は、墜落直前に自衛隊のファントム2機が123便を追尾していたという複数の目撃証言があると主張している。この証言を前提とすれば、日本政府は当初から墜落現場を完全に把握していたことになると、森永が指摘している。
- 米軍も墜落直後に現場を正確に把握し、ヘリコプターが現地に到着していたが、直前に作戦中止命令が出され、救助活動を行わずに帰還したのではないかと主張している。

 墜落現場での不可解な点 
- 遺体は通常の飛行機事故ではあり得ないほど炭化しており、墜落現場ではガソリンとタールを混ぜたような異臭もあった。これは軍用の火炎放射器に使用されるゲル状燃料（ガソリン＋タール）と一致するため、墜落から翌朝までの間に、証拠隠滅が行われたのではないかと主張している。

 オレンジ色の飛翔体の証言と当時の政治的背景 
- 青山透子は、日航123便にオレンジ色の物体が接近したという情報を、機内から撮影された写真や地上での目撃証言から得ているとし、自衛隊の訓練用ミサイルに似ていることから、尾翼が自衛隊の誤射によって破壊されたと述べている。もし、これが事実であれば、政府にとって非常に受け入れがたい事故原因となると、森永が指摘している。さらに森永は、事故当時、国会では「防衛費のGNP比1%問題」が連日議論されており、国民の自衛隊への理解も十分ではなかったという見解を示している。不祥事が許されにくい政治状況の中であったため、自衛隊による誤射やその隠蔽という動機が成り立つ可能性は否定できないと主張している。

 事故後の日米関係への影響 
- 事故の翌月、プラザ合意によって急激な円高が進行し、日本経済は円高不況に突入した。その後、1993年には日米間で「年次改革要望書」の枠組みが成立した。また、ボーイング社は事故の責任をかぶった形となったが、日本市場におけるシェアを拡大し、中型機以上の分野では事実上の独占状態となった。これらのことから、以前にもまして日本が対米全面服従になったという見解を示している。

 残骸の発見と政府の対応 
- 2015年、テレビ朝日が相模湾海底（水深160m）で、123便の垂直尾翼やAPUに関連する部品と思われるものを発見した。事故調査では、尾翼・APUなど機体後部は「見つからないまま」調査終了しており、尾翼が見つかれば、ミサイル着弾の痕跡（オレンジ塗料など）確認が可能である。しかし、政府やJALは残骸引き上げに動かず、メディアも続報を出していない。以上のことから日米関係がいったい何に立脚しているのか、本当のことを追及していかなければならないと主張している。

## 著書

### 単著
- 『悪女と紳士の経済学』（1994年9月、講談社→2001年3月、日経ビジネス人文庫）
- 『大解析2001年日本は変わる! 』（1996年1月、実業之日本社）
- 『＜非婚＞のすすめ』（1997年1月、講談社現代新書）
- 『バブルとデフレ』（1998年12月、講談社現代新書)
- 『痛快ビンボー主義!「中流」が消えた後の生き方』（1999年5月、日本経済新聞社）
  - 改題『ビンボーはカッコイイ 好きなことを仕事にする幸福』（2002年5月、日経ビジネス人文庫）
- 『リストラと能力主義』（2000年2月、講談社現代新書)
- 『成功するEメール失敗するEメール』（2001年4月、講談社）
- 『「日本晴れ」の経済学』（2001年5月、徳間書店）
- 『日銀不況 停滞の真因はデフレ政策だ』（2001年6月、東洋経済新報社）
- 『デフレとお金と経済の話 あなたを幸せにする経済学』（2001年9月、実業之日本社→2003年10月、講談社+α文庫）
- 『日本経済「暗黙」の共謀者』（2001年12月、講談社+α新書）
- 『日本経済50の大疑問』（2002年3月、講談社現代新書）
- 『シンプル人生の経済設計』（2002年11月、中公新書ラクレ）
- 『日本経済最悪の選択 誰が日本をこんなにダメにしているのか』（2002年11月、実業之日本社）
- 『年収300万円時代を生き抜く経済学 給料半減が現実化する社会で「豊かな」ライフ・スタイルを確立する!』（2003年3月、光文社）
- 『ビンボー主義の生活経済学』（2003年7月、講談社）
- 『「B」で生きる経済学』（2003年9月、中公新書ラクレ〈2010年1月、パンローリング、オーディオブックCD〉）
- 『続・年収300万円時代を生き抜く経済学 実践編!給料激減でも豊かに生きるための「新・生活防衛術」』（2003年11月、光文社）
- 『森永卓郎の「超図解!」定年後のお金学 豊かなセカンドライフのための新提案』（2004年2月、廣済堂出版）
- 『ミニカーから全てを学んだ 人生から世界経済まで』（2004年2月、エイ出版社）
- 『庶民派経済学 こんな時代でも、たくましく生きる!』（2004年2月、実業之日本社）
- 『カネ持ちの陰謀「年収格差100倍時代」のいきかた 「基礎の基礎」』（2004年3月、講談社）
- 『森永卓郎の声に出して読めない謎かけの本』（2004年4月、廣済堂文庫）
- 『「やめる」から始める人生経済学』（2004年9月、アスペクト）
- 『「家計破綻」に負けない経済学』（2004年11月、講談社現代新書）
- 『辞めるな!キケン!!』（2004年11月、ニッポン放送・扶桑社→2011年12月、文芸社文庫）
- 『「カネ」はなくとも子は育つ シンプル人生の教育設計』（2004年12月、中公新書ラクレ）
- 『「所得半減」経済学 「昭和30年代」に学ぶしあわせ術』（2004年12月、徳間書店）
- 『デキる男がハマる女 金持ち男を手に入れる悪女のテクニック』（2005年4月、ソフトバンクパブリッシング）
- 『新版 年収300万円時代を生き抜く経済学 給料半減でも豊かに生きるために』（2005年5月、光文社知恵の森文庫）
- 『モリタクの人たらしのうまいやつが成功する』（2005年7月、中経出版）
- 『森永卓郎式ニュースの読み方』（2005年9月、角川SSCムック）
- 『萌え経済学』（2005年10月、講談社）
- 『森永卓郎の庶民株! シンプルに楽しみながらスロー投資』（2005年11月、光文社）
- 『誰がウソをついているのか 増税も改革も必要ない!』（2006年9月、ビジネス社）
- 『平和に暮らす、戦争しない経済学 経済学的に平和を守る56の方法』（2006年10月、アスペクト）
- 『本当の幸福を得る「唯一の方法」 お金に踊らされない経済学の名言102』（2007年2月、光文社知恵の森文庫）
- 『森永卓郎の経済なんでも相談室』（2007年3月、筑摩書房）
- 『年収120万円時代 生き抜くための知恵と工夫 緊急版』（2007年2月、あ・うん）
- 『構造改革の時代をどう生きるか 成果主義・拝金主義を疑え!』（2007年8月、日経BP社）
- 『年収崩壊 格差時代に生き残るための「お金サバイバル術」』（2007年10月、角川SSC新書）
- 『ニュースのポイントがはっきりわかる本』（2008年1月、永岡書店〈コスモ文庫〉）
- 『B級コレクションのススメ しあわせの集め方』（2008年2月、扶桑社）
- 『「騙されない!」ための経済学 モリタク流・経済ニュースのウラ読み術』（2008年4月、PHPビジネス新書）
- 『モテなくても人生は愉しい 森永卓郎の「男の幸福論」』（2008年9月、PHP研究所）
- 『こんなニッポンに誰がした 森永卓郎の政治経済学講座』（2008年10月、大月書店）
- 『年収防衛 大恐慌時代に「自分防衛力」をつける』（2008年11月、角川SSC新書）
- 『大不況!!年収120万円時代を生きる』（2009年4月、あ・うん）
- 『森永卓郎の年収復活! 年収アップ力検定付き』（2009年5月、マガジンハウス）
- 『やめる! 年収崩壊時代を勝ち抜く方法』（2009年5月、アスペクト）
- 『ポケット図解 年収300万円時代の「お金の常識」』（2009年5月、イースト・プレス）
- 『モリタク流ポイントカード徹底活用術 私はこうして月3万円以上トクしている!』（2009年8月、イースト・プレス）
- 『「価値組」社会』（2009年11月、角川SSC新書）
- 『「民主党不況」を生き抜く経済学』（2010年6月、PHP研究所）
- 『ニュースのウラ読み経済学』（2010年9月、PHPビジネス新書）
- 『震災後を生き抜くマネーの鉄則 これからの大増税&大恐慌に備える』（2011年8月、小学館101新書）
- 『起死回生のマネー術 超危機時代を生き抜く発想の転換』（2011年9月、マガジンハウス）
- 『庶民は知らないデフレの真実』（2012年3月、角川SSC新書）
- 『モリタク流 アキバ経済学』（2012年7月、日経BP社）
- 『マニア力（まにありょく）』（2012年11月、マイナビ新書）
- 『大貧民―2015年日本経済大破局!!』（2012年12月、アーク出版）
- 『経済ニュース 見方を変えればこんなに儲かる』（2013年3月、青春出版社）
- 『庶民は知らないアベノリスクの真実』（2013年7月、角川SSC新書）
- 『グリコのおもちゃ図鑑 森永卓郎コレクションpresents』（2013年7月、プレジデント社）
- 『「超貧困」時代 アベノミクスにだまされない!賢い生き方』（2014年2月、清流社）
- 『年収300万円からのふるさと納税』（2014年11月、ぱる出版）
- 『雇用破壊 三本の毒矢は放たれた』（2016年3月、角川新書）
- 『モリタクの低糖質ダイエット』（2016年7月、SBクリエイティブ〈2021年4月、大活字版〉）
- 『老後破産しないために、年金13万円時代でも暮らせるメタボ家計ダイエット』（2016年9月、扶桑社新書）
- 『消費税は下げられる! 借金1000兆円の大嘘を暴く』（2017年3月、角川新書）
- 『森卓77言』（2017年8月、プレジデント社）
- 『ビンボーでも楽しい定年後』（2018年10月、中公新書ラクレ）
- 『なぜ日本だけが成長できないのか』（2018年12月、角川新書）
- 『増補版 年収300万円時代を生き抜く経済学 雇用大崩壊!自分らしい生活を送るために』（2019年2月、ゴマブックス）
- 『年収200万円でもたのしく暮らせます コロナ恐慌を生き抜く経済学』（2020年7月、PHPビジネス新書）
- 『グローバル資本主義の終わりとガンディーの経済学』（2020年8月、インターナショナル新書）
- 『なぜ日本経済は後手に回るのか』（2020年10月、角川新書）
- 『相続地獄 残った家族が困らない終活入門』（2021年1月、光文社新書）
- 『森永卓郎の「マイクロ農業」のすすめ』（2021年3月、農山漁村文化協会）
- 『長生き地獄 資産尽き、狂ったマネープランへの処方箋』（2022年1月、角川新書）
- 『長生き地獄にならないための 老後のお金大全』（2022年3月、KADOKAWA）
- 『増税地獄 増負担時代を生き抜く経済学』（2023年2月、KADOKAWA）
- 『老後資金なしでも幸せに生きられる』（2023年2月、宝島社新書）
- 『ザイム真理教 それは信者8000万人の巨大カルト』（2023年5月、三五館シンシャ）
- 『マンガ 日本を破滅に導くザイム真理教の大罪』（2024年2月、宝島社）マンガ：前山三都里
- 『書いてはいけない 日本経済墜落の真相』（2024年3月、三五館シンシャ）
- 『がん闘病日記 お金よりずっと大切なこと』（2024年7月、三五館シンシャ）
- 『マンガ 誰も書かない「真実」：日航123便はなぜ墜落したのか』（2024年7月、宝島社）監修：青山透子、マンガ：前山三都里
- 『投資依存症――こうしてあなたはババを引く』（2024年9月、三五館シンシャ）
- 『新NISAという名の洗脳』（2024年10月、PHPエディターズ・グループ）
- 『身辺整理 死ぬまでにやること』（2024年10月、興陽館）
- 『官僚生態図鑑 ズレまくるスーパーエリートへの処方箋』（2024年12月、三五館シンシャ）
- 『日本人「総奴隷化」計画 1985ー2029 アナタの財布を狙う「国家の野望」』（2025年3月、徳間書店）
- 『保身の経済学――われわれはどう行動すべきか？』（2025年4月、フォレスト出版）
- 『読んではいけない: 日本経済への不都合な遺言』（2025年4月、小学館）

### 共著
- 『日本経済復活へのファイナルアンサー』（2002年5月、廣済堂出版）共著：舛添要一
- 『会社が切る人残す人 「年収300万円時代」のサラリーマンの生き方』（2003年11月、ワニブックス）共著： 内藤誼人
- 『二極化時代の新・サラリーマン幸福術 年収1億円でも不幸な人生、年収300万円でも楽しい人生… 』（2003年12月、経済界）共著：横田濱夫
- 『お金に縛られない生き方のすすめ』（2004年1月、PHP研究所）共著：村野まさよし
- 『カネ持ちの陰謀「年収格差100倍時代」の生き方「基礎の基礎」』（2004年3月、講談社）共著：マネー経済プロジェクトチーム
- 『日本人を幸せにする経済学』（2004年7月、ビジネス社）共著：日下公人
- 『就職お悩み相談室』（2004年10月、講談社）共著：清水建宇
- 『年収300万円時代日本人のための幸福論』（2005年5月、ダイヤモンド社）共著：カレル・ヴァン・ウォルフレン
- 『痩せりゃいい、ってもんじゃない! 脂肪の科学』（2008年6月、文春新書）共著：柴田玲
- 『資本主義はどこまで暴走するのか』（2008年11月、青灯社）共著：吉田司
- 『オタクに未来はあるのか!? 「巨大循環経済」の住人たちへ』（2008年5月、PHP研究所）共著：岡田斗司夫
- 『教育格差の真実 どこへ行くニッポン社会』（2008年10月、小学館101新書）共著：尾木直樹
- 『親子ゼニ問答』（2019年8月、角川新書）共著：森永康平
- 『楽しい！2拠点生活』（2022年10月、世界書院）共著：藤井誠二、佐々木俊尚
- 『国民は知らない「食糧危機」と「財務省」の不適切な関係』（2024年2月、講談社α新書）共著：鈴木宣弘
- 『遺言 絶望の日本を生き抜くために』（2024年9月、宝島社）共著：岸博幸
- 『身分社会 この理不尽な階級社会の実態』（2024年10月、かや書房）共著：深田萌絵
- 『ザイム真理教と闘う!救民内閣構想―国民負担を減らし、日本を元気にする秘策』（2024年11月、ビジネス社）共著：泉房穂
- 『生きる』（かや書房、2024年12月）共著：倉田真由美, 深田萌絵
- 『この国でそれでも生きていく人たちへ』（講談社、2025年3月）共著：森永康平
- 『さらば!グローバル資本主義: 「東京一極集中経済」からの決別』（2025年4月、東洋経済新報社）共著：神山典士

### 監修
- 『必読!ビジネスマンの100冊』（2002年8月、成美堂出版）
- 『捨てるより儲けろ! ネットオークションで賢い整理術』（2003年3月、エクスナレッジ）
- 『ボーイズ「B」アンビシャス!―年収300万時代の幸福学』（2004年1月、中公新書ラクレ）森省歩著
- 『楽しく生きる年収300万円時代!! マンガ経済の黒帯シリーズ』（2004年4月、宙出版）
- 『年収300万円時代でも元気に生き抜くやりくり家計術』（2004年5月、主婦と生活社）
- 『月20万円でラクラク生きられる経済学』（2004年6月、廣済堂出版）
- 『監修・森永卓郎の節約革命―これが年収300万円時代の節約術だ! 』（2004年6月、日本文芸社）
- 『図解 年収300万円時代の「経済設計」ノート』（2005年5月、イースト・プレス）
- 『13歳から始める「株とお金」のはなし』（2006年6月、ベストセラーズ）子どもと株の研究会編
- 『年収300万円のサラリーマンでも1年で120万円貯まる裏ワザ』（2007年12月、アスコム）お金の裏技研究会編
- 『「おひとりさま」のお金の本』（2008年3月、主婦と生活社）
- 『物価の文化史事典』（2008年7月、展望社）
- 『不況に負けない経済グッドニュース』（2009年8月、東京書籍）みんなの経済ネットワーク著
- 『ユニクロと古着、経済的に得なのはどちらか』（2010年12月、イースト・プレス）
- 『日本のもと 円』（2011年4月、講談社）
- 『「新富裕層」が日本を滅ぼす』（2014年2月、中公新書ラクレ） 武田知弘著
- 『お金が貯まる! 45の選択』（2015年3月、イースト・プレス）
- 『10年後に失敗しない 未来予想図』（2016年5月、神宮館）御旅屋尚文監修
- 『年金は60歳からもらえ 繰り上げ受給は、デフレ時代の賢い選択』（2012年4月、光文社）
- 『森永卓郎 トミカコレクション』（2021年10月、八重洲出版）
- 『森永卓郎 トミカコレクション・2』（2022年10月、八重洲出版）
- 『森永卓郎 トミカコレクション・3』（2023年10月、八重洲出版）
- 『森永卓郎 トミカコレクション・4』（2024年10月、八重洲出版）

### 編著・その他
- 『ニッポン経済勝手に構造改革』（2001年10月、日経ビジネス人文庫）編著
- 『サラリーマン「痛み」に勝つ十か条』（2001年10月、小学館文庫）編著
- 『あと1億円生涯収入を増やす本 マネー・サバイバル』（2004年1月、小学館）対談：加治将一
- 『森永卓郎の「超図解!」定年後のお金学―豊かなセカンドライフのための新提案 』（2004年2月、廣済堂出版）編著
- 『お金持ちになるちょっとした「習慣術」―完全保存版』（2004年11月、PHP研究所）寄稿 『THE21』編集部編
- 『憲法を変えて戦争へ行こう という世の中にしないための18人の発言』（2005年8月、岩波書店）寄稿
- 『戦争で得たものは憲法だけだ 憲法行脚の思想』（2006年7月、七つ森書館）寄稿 落合恵子・佐高信編著 香山リカ・姜尚中・城山三郎・辛淑玉ほか
- 『社説対決・五番勝負』（2007年1月、中公新書ラクレ）対談 ラクレ編集部編
- 『この10大テーマのツボを押さえれば、「経済ニュース」がスラスラ読める! 教えて!モリタク先生』（2011年11月、すばる舎） 責任編集
- 『生活保護削減のための物価偽装を糾す!』（2014年10月、あけび書房）対談 白井康彦著
- 『「反緊縮! 」宣言』（2019年5月、亜紀書房）寄稿 松尾匡編著
- 『新型コロナ 19氏の意見』（2020年5月、農山漁村文化協会）寄稿 農山漁村文化協会編著
- 『あなたの懐かしい一冊』（2022年8月、毎日新聞出版）寄稿 池澤夏樹編著

## 出演

### テレビ
報道・情報番組
| 期間           | 期間           | 番組名                                                                      | 役職                                                                       | 備考 |
| -------------- | -------------- | --------------------------------------------------------------------------- | -------------------------------------------------------------------------- | --- |
| 1995年4月      | 2024年12月頃   | ビートたけしのTVタックル（テレビ朝日）                                      | ゲストコメンテーター                                                       | 年に3 - 4回出演 |
| 1995年4月      | 1996年3月      | ZONE（テレビ神奈川）                                                        | レギュラー出演                                                             | |
| 1996年4月      | 1998年9月      | たてながHAMA大国ナイト（テレビ神奈川）                                      | 準レギュラー出演                                                           | |
| 1998年8月      | 2012年3月      | 愛川欽也 パックインジャーナル（朝日ニュースター）                           | 不定期でのコメンテーター                                                   | |
| 1999年4月      | 2004年3月      | アクセスNOW（テレビ神奈川）                                                 | レギュラー出演                                                             | |
| 2000年1月      | 2004年3月      | ニュースステーション（テレビ朝日）                                          | コメンテーター                                                             | リニューアル時に4人の日替わりコメンテーター（後に3人となる）の一人として出演、出演曜日は不定、番組最終回にはコメンテーター3人（清水建宇・萩谷順・森永）が時間枠をずらして出演した（エンディングでは3人揃って出演）                                              |
| 2000年6月25日  | 2000年6月25日  | 選挙ステーション2000（テレビ朝日）                                          | ゲストコメンテーター                                                       | |
| 2002年4月      | 2014年3月      | サタデーずばッと（TBS）                                                     | 不定期出演                                                                 | |
| 2004年4月      | 2025年2月2日   | がっちりマンデー!!（TBS）                                                   | コメンテーター                                                             | 特定の1社に限定して放送している回ではなくて複数の企業が紹介される回は年末年始の放送分やスペシャルなどの一部の回を除き芸能人のゲストと一緒に必ず出演していた／2月2日、最終出演の収録は、死去する4日前の1月24日であることがテロップで紹介された／2月9日は追悼番組 |
| 2005年10月2日  | 2007年3月25日  | スタ☆メン（フジテレビ・関西テレビ）                                         | ゲストパネラー                                                             | |
| 2006年4月7日   | 2010年8月19日  | 太田光の私が総理大臣になったら…秘書田中。（日本テレビ）                     | 準レギュラー出演                                                           | |
| 2006年7月      | 2024年12月     | tvk NEWSハーバー（テレビ神奈川）                                            | 毎月最終水曜日出演                                                         | |
| 2006年10月     | 2009年3月      | ピンポン!（TBS）                                                            | 不定期出演                                                                 | |
| 2007年10月     | 2011年3月      | スーパーモーニング（テレビ朝日）                                            | 水曜日コメンテーター                                                       | |
| 2007年10月6日  | 2008年6月28日  | ハッケン!!（フジテレビ）                                                    | パネラー出演                                                               | |
| 2007年12月     | 2025年1月27日  | INsideOUT→報道ライブ21 INsideOUT→報道ライブ インサイドOUT（BS11）           | 不定期出演                                                                 | |
| 2008年4月4日   | 2025年1月24日  | 情報ライブ ミヤネ屋（読売テレビ）                                           | 金曜日パネリスト出演                                                       | |
| 2008年7月6日   | 2009年9月27日  | サキヨミ→サキヨミLIVE（フジテレビ・関西テレビ）                             | 不定期出演                                                                 | |
| 2008年10月5日  | 2011年3月27日  | THE・サンデー NEXT（日本テレビ）                                            | コメンテーター                                                             | |
| 2009年9月      | 2009年9月      | おもいッきりDON!（日本テレビ）                                              | 高橋英樹欠席時のピンチヒッター出演                                         | |
| 2009年10月     | 2010年3月      | イブニングワイド（TBS）                                                     | 月曜日コメンテーター                                                       | |
| 2009年11月3日  | 2009年11月3日  | おもいッきりDON!（日本テレビ）                                              | パネリストでのゲスト出演                                                   | |
| 2010年4月      | 2025年1月22日  | Nスタ（TBS）                                                                | 不定期でのコメンテーター                                                   | 週1回程度（主に木曜日）出演 |
| 2010年4月      | 2011年9月      | がっちりアカデミー!!（TBS）                                                 | レギュラー出演および番組内ショートドラマ『トク川刑事の事件簿』トク川刑事役 | |
| 2011年1月      | 2013年3月      | たかじんNOマネー〜人生は金時なり〜（テレビ大阪）                            | 不定期出演                                                                 | |
| 2011年10月     | 2022年3月      | キャスト（朝日放送テレビ）                                                  | 不定期出演                                                                 | 関西ローカル番組のため、金曜日に出演する場合には、大阪から放送される『情報ライブ ミヤネ屋』との掛け持ちとなる |
| 2011年12月29日 | 2011年12月29日 | Oha!6 NEWS LIVE スペシャル（日本テレビ系列各局）                            | スペシャルゲスト                                                           | |
| 2015年9月19日  | 2015年9月19日  | わがまま!気まま!旅気分〜ガッツリ!自慢したい佐賀の旅〜（BSフジ、サガテレビ） | 佐賀エリアパートでのゲスト出演                                             | |
| 2016年4月      | 2024年3月      | ドデスカ!（メ～テレ）                                                       | 金曜日コメンテーター                                                       | |

バラエティ・クイズ関連番組・その他
- カルチャーSHOwQ〜21世紀テレビ検定〜（テレビ神奈川）
- ネプリーグ (フジテレビ)
  - 2008年1月28日 インテリチーム
  - 2008年5月12日 インテリチーム
  - 2009年6月22日 ネプチューンチーム
  - 2013年5月6日 最強名門大学チーム
  - 2013年11月4日 名門大チーム
- ゴールドハウス（フジテレビ、2008年10月 - 2009年9月）
- 超タイムショックSP5・6・16（テレビ朝日、2009年3月31日-2012年7月24日）
- 秘密のケンミンSHOW（読売テレビ）2009年7月から一時「ローカルビジネスサテライト」にアナリストとして出演
- 森永卓郎の発見!道内企業のソコヂカラ〜次代を創る北の経済スピリッツ〜（テレビ北海道、2012年10月27日。※「土曜スペシャル」から差し替えた単発ローカル番組）
- 森永卓郎の"株"散歩 〜名証IR EXPO 20周年記念特別番組〜（CBC、2013年7月14日）
- 森永卓郎ズバリ!解明 よくワカる!おトクな伊勢遷宮（CBC、2013年9月28日）
- 名古屋アイドル百花繚乱!〜2014年私たちどうすればいいですか？〜（テレビ愛知、2013年12月29日）

### テレビドラマ
- SPEC〜警視庁公安部公安第五課 未詳事件特別対策係事件簿〜（TBS、2010年10月8日 - ） - コメンテーター・森永卓郎 役
- 新春ドラマ特別企画「赤い指〜『新参者』加賀恭一郎再び!」（2011年1月3日、TBS） - 太田 役
- メイドインジャパン（2013年、NHK総合） - ニュース番組解説者 役
- 永沢君（2013年、TBS） - ニセ永沢君（森永君）役
- TRICK番外編 警部補 矢部謙三2 第1話・第5話・第6話（2013年7月5日・8月9日・16日、テレビ朝日） - コメンテーター（本人） 役
- 指定弁護士 (テレビドラマ)（2018年） ‐ 森永卓郎（本人役）
- 義母と娘のブルース2022年謹賀新年スペシャル（2022年1月2日、TBS） - がっちりマンデー!!とコラボ[93]

### ラジオ
- 高嶋ひでたけのお早よう!中年探偵団（ニッポン放送、2002年1月 - 9月・2004年3月19日）木曜日コメンテーター
- ショウアップナイターニュース（ニッポン放送、2002年9月 - 2003年3月）パーソナリティー
- 森永卓郎と松本ひでおのショウアップナイターストライク!（ニッポン放送、2005年2月）ゲストパーソナリティー
- 垣花正のニュースわかんない!?（ニッポン放送、2003年3月 - 2004年3月）レギュラーコメンテーター
- 森永卓郎の朝はモリタク!もりだくSUN（ニッポン放送、2004年3月 - 2005年3月）パーソナリティー
- 森永卓郎 朝はニッポン一番ノリ!→森永卓郎と垣花正の朝はニッポン一番ノリ!（ニッポン放送、2005年3月 - 2006年3月・2006年4月 - 2007年9月）パーソナリティー
- 男はつらいよリクエスト（ニッポン放送、2006年8月）番組内レギュラーコーナー
- 大竹まこと ゴールデンラジオ!（文化放送、2007年10月1日 - 2025年1月27日）「大竹紳士交遊録」→「大竹のもっと言いたい放題」月曜日コメンテーター
- 中西一清スタミナラジオ（RKBラジオ）火曜日「ニュースの見方」出演
- ラジオあさいちばん（NHKラジオ第1、2011年4月22日 - ）金曜日「ビジネス展望」レギュラー
- 垣花正 あなたとハッピー!（ニッポン放送、2011年5月11日 - 2025年1月27日）月・火・水曜レギュラー
- 生島ヒロシのおはよう一直線（TBSラジオ）月曜日「けさのニュースピックアップ」（電話出演）・聴取率週間時のスタジオゲスト
- モーニングワイド ラジオＪ（SBCラジオ、2010年4月-）水曜日「サラリーマンが幸せになる経済学」
- 森永卓郎ジャーナル（綜合放送制作、ネット局では「森卓のいま知り」というタイトルで放送）
- 上柳昌彦のお早うGoodDay!（ニッポン放送、2007年10月〜12月）水曜日コメンテーター
- 迷走の2008年〜わたしたちはどこへむかうのか（TBSラジオ、2008年12月31日）
- PEOPLE「阿川佐和子・森永卓郎のとことんNIPPONウォッチャー」（JFN系列、2007年10月 - 2009年9月）パーソナリティー、毎月第1日曜日
- こんちわコンちゃんお昼ですょ!（MBSラジオ、2009年10月21日）番組内レギュラーコーナー
- 吉田照美 ソコダイジナトコ（文化放送、2008年4月 -2010年4月 ）木曜日レギュラー
- 霜降り明星のオールナイトニッポン（ニッポン放送、2022年9月2日）

### 映画
- 逆転裁判（2012年2月11日公開、監督：三池崇史）- 号外を配る新聞販売店員 役
- アキラとあきら（2022年8月26日公開、監督：三木孝浩） - 評論家 役

### ウェブ番組
- 袋とじ職業図鑑～思わず覗きたくなる世界～（2016年9月1日[94] - 2017年8月1日[95]、ピクションシネマ）- MC
- 袋とじ職業図鑑～思わず覗きたくなる世界～セカンドシーズン（2017年10月1日[96] - 2018年8月1日[97]、ピクションシネマ）- MC
- GYAO!✕進撃の巨人「巨人化診断」（2017年）[98]
- エアレボリューション（ニコニコ生放送、2023年11月9日）

### その他

#### CM
- NTTBJ「タウンページ」 - 「良純さんが行く」シリーズで石原良純と共演。
- ガリバー
- セキスイハイム「あったかハイム 家計篇」
- アップフロントワークス「Berryz工房×℃-ute 超HAPPY SONG」[注 13]
- 東京モーターショー2013
- RIZAPグループ「ライザップ」（2016年）[99]
- ハナマルキ「液体塩こうじ」（2016年）[100]

#### ゲーム
- 『森永卓郎のお金の新常識DSトレーニング』（ニンテンドーDS用ソフト、2008年10月、KKベストセラーズ） 監修